# Claudette Colvin
Pour les articles homonymes, voir Colvin et Claudette.
Claudette Colvin, née le 5 septembre 1939 à Montgomery dans l'État de l'Alabama, est une Afro-Américaine célèbre pour avoir refusé, le 2 mars 1955 à l'âge de 15 ans, de laisser son siège à une Blanche dans un autobus, cela en violation des lois Jim Crow des États du Sud qui imposaient la ségrégation raciale dans les transports publics, devenant ainsi la première femme afro-américaine à accomplir cet acte.
Son rôle pour l'avancée des droits civiques, après avoir été éclipsé par celui de Rosa Parks, est redécouvert, réévalué et valorisé depuis le début du XXIe siècle.

## Biographie

### Jeunesse et formation
Claudette Colvin naît le 5 septembre 1939 à Montgomery, Alabama. C'est la fille de Mary Jane Gadson et de C. P. Austin. Elle naît sous le nom de Claudette Austin, mais elle ne portera pas ce nom de famille car sa mère est dans l'incapacité financière de faire face à son éducation, depuis que C. P. Austin a abandonné la famille. Elle est adoptée et élevée tout comme sa jeune sœur Delphine, par sa tante Mary Anne Colvin, une femme de ménage, et par son oncle Q. P. Colvin, un jardinier, dont la fille Velma Colvin, avait déjà déménagé,. Elle prendra le patronyme de ces parents adoptifs qui seront pour elle ses véritables parents. 
Elle grandit dans un quartier pauvre de la banlieue de Montgomery en Alabama,. Lorsqu'ils ont recueilli Claudette, les Colvin vivaient à Pine Level, une petite ville de campagne dans le comté de Montgomery, la ville dans laquelle Rosa Parks a aussi grandi,. Lorsqu'elle était âgée de huit ans les Colvin ont déménagé à King Hill, un quartier noir pauvre de Montgomery où elle a passé le reste de son enfance,.
En septembre 1952, deux jours avant le treizième anniversaire de Claudette, sa petite sœur Delphine meurt de la poliomyélite,.   
Peu après, Claudette entre à la Booker T. Washington Magnet High School (en) pour y faire ses études secondaires,. Bien qu'elle soit une bonne élève, la jeune fille avait du mal à se lier avec ses camarades à l'école en raison de son chagrin.  
Ayant appris les fondements du mouvement des droits civiques à l'école, elle est membre du NAACP Youth Council. C'est là qu'elle noue une relation étroite avec Rosa Parks qui devient son mentor.

### Événements
Claudette Colvin est élève à la Booker T. Washington High School, un établissement ségrégué où elle découvre Sojourner Truth et Harriet Tubman. Elle rêve de devenir avocate. Sa famille ne possédant pas d'automobile, elle prend le bus pour se rendre à l'école. La majorité des usagers du bus étaient afro-américains, discriminés par la ségrégation des sièges. Lorsque tous les « sièges blancs » à l'avant du bus étaient occupés et que des Blancs se trouvaient contraints de rester debout, les Afro-Américains devaient se lever de leurs sièges pour laisser les places assises aux Blancs.
Le 2 mars 1955, Claudette Colvin monte avec trois autres élèves afro-américaines dans le bus au retour de l'école, au même arrêt que Rosa Parks empruntera quelques mois plus tard. Elle est alors assise à deux rangs de la sortie de secours quand des Blancs montent. Le chauffeur, Robert W. Cleere, lui demande ainsi qu'à trois autres femmes noires de sa rangée de se déplacer vers l'arrière. Les trois autres ont bougé, mais une autre femme noire, Ruth Hamilton, qui était enceinte, est montée et s'est assise à côté de Claudette Colvin. Lorsqu'une jeune femme blanche est restée debout à l'avant, Claudette Colvin a refusé de lui céder sa place.
Le conducteur a regardé les femmes dans son rétroviseur. « Il nous a demandé à toutes les deux de nous lever [Miss Hamilton] a dit qu'elle n'allait pas se lever, qu'elle avait payé son billet et qu'elle n'avait pas envie de rester debout », se souvient Colvin. « Je lui ai dit que je n'allais pas me lever non plus. Il m'a dit : « Si vous ne vous levez pas, je vais aller chercher un policier » ».
Le chauffeur du bus s'arrête, fait appel à des policiers, Thomas J. Ward et Paul Headley, qui montent dans le bus et questionnent Colvin sur ses raisons et son entêtement. La police a convaincu un homme noir assis derrière les deux femmes de se déplacer pour que Ruth Hamilton puisse reculer, mais Colvin refusait toujours de bouger. Les deux policiers lui réitèrent l’ordre de quitter sa place. Les négociations n'aboutissant pas, Claudette Colvin est expulsée du bus manu militari  par deux policiers qui la mettent en état d'arrestation et la menottent,. Les policiers qui l'ont emmenée au poste ont fait des commentaires sexuels sur son corps et ont cherché à deviner à tour de rôle la taille de son soutien-gorge tout au long du trajet.
Elle proteste et crie en déclarant que ses droits constitutionnels avaient été violés « Nous venons d'étudier la Constitution [...] je sais que j'ai le droit ». Elle est mise en prison et accusée, en plus, d'avoir proféré des insultes, ce qu'elle niera,,,,,. D'après son récit, le refus de se déplacer dans le bus fut motivé par l'étude, en classe, de la Constitution et des droits qui en découlent ainsi que des biographies de femmes afro-américaines comme Harriet Tubman ou Sojourner Truth, pionnières de la cause des droits civiques,,.
Dans une interview ultérieure, elle a déclaré : « nous ne pouvions pas essayer de vêtements. Nous devions prendre un sac en papier brun et dessiner un schéma de notre pied... et l'apporter au magasin »,. Se référant à la ségrégation dans le bus et à la femme blanche, elle déclare : « elle ne pouvait pas s'asseoir dans la même rangée que nous parce que cela aurait signifié que nous étions aussi bien qu'elle »,. Colvin se souvient : « c'est l'Histoire qui m'a maintenue collée à mon siège. Je sentais la main de Harriet Tubman qui me poussait vers le bas sur une épaule et celle de Sojourner Truth qui me poussait sur l'autre »,.
L'arrestation de Claudette Colvin précède de neuf mois celle de la militante des droits civiques et secrétaire de la NAACP Rosa Parks, qui eut lieu le 1er décembre 1955 pour le même délit. Colvin a déclaré plus tard : « ma mère m'a dit de me taire sur ce que j'ai fait. Elle m'a dit de laisser Rosa s'imposer sur le devant de la scène : les Blancs ne vont pas embêter Rosa, ils l'aiment bien. »,. De fait, Parks fut l'une des plaignantes devant la juridiction locale qui prononça la décision de justice Browder v. Gayle, mettant fin à la ségrégation raciale dans les bus d'Alabama,,,.

### Procès
Claudette Colvin est déférée le 18 mars 1955 devant le tribunal pour enfants. Annie Larkins Price, une de ses camarades de classe, témoigne en faveur de Colvin devant le tribunal pour enfants, où Colvin est condamnée pour violation des lois sur la ségrégation et agression. « Il n'y a eu aucune agression » dit Price. Elle raconte que « Le bus devenait bondé et je me souviens de lui [le chauffeur de bus] regardant dans son rétroviseur lui demandant de se lever de son siège, ce qu'elle ne fit pas. Elle n'a rien dit. Elle a juste continué à regarder par la fenêtre. ». Et continue : « Elle avait crié : "C'est mon droit constitutionnel !". Elle a décidé ce jour-là qu'elle ne bougerait pas. »,,,,.
Colvin a également déclaré dans le livre de 2009 Claudette Colvin : Twice Towards Justice de Phillip Hoose, qu'un des officiers de police s'était assis sur le siège arrière avec elle. Cela lui faisait très peur qu'ils l'agressent sexuellement, car cela se produisait fréquemment. Un groupe de leaders noirs des droits civiques, dont Martin Luther King, Jr., a été organisé pour discuter de l'arrestation de Colvin avec le commissaire de police.
Tout au long du procès, Colvin était représentée par Fred Gray (en), un avocat de la Montgomery Improvement Association (en) (MIA), qui organisait des actions en faveur des droits civiques. Elle a été condamnée pour les trois chefs d'accusation par le tribunal pour mineurs. Lorsque l'affaire de Colvin fait l'objet d'un appel devant la cour de circuit de Montgomery le 6 mai 1955, les accusations de trouble à l'ordre public et de violation des lois sur la ségrégation sont abandonnées, mais sa condamnation pour agression d'un officier de police est maintenue.
Elle a été libérée sous caution par son pasteur, qui lui a dit qu'elle avait apporté la révolution à Montgomery.

### Réaction de la communauté afro-américaine
Le moment d'activisme de Claudette n'était pas solitaire ou aléatoire. Au lycée, elle nourrissait de grandes ambitions d'activité politique. Elle rêvait de devenir présidente des États-Unis. Son penchant politique est alimenté en partie par un incident qui implique son camarade de classe, Jeremiah Reeves ; c'est la première fois qu'elle est témoin du travail de la NAACP sur une affaire. Reeves est trouvé en train d'avoir des relations sexuelles avec une femme blanche qui prétend avoir été violée, bien que Reeves affirme que leurs relations étaient consensuelles. Il a été exécuté pour ses crimes présumés.
À cette époque, Claudette Colvin était membre du Conseil de jeunesse de la NAACP, où Rosa Parks tenait la fonction de conseillère. E.D. Nixon, le leader d'alors de la section locale du NAACP à Montgomery, attendait un tel cas pour remettre en question la ségrégation dans les bus et il promet d'aider Claudette Colvin après que son père adoptif eut payé la caution. De nombreux responsables noirs, dont Rosa Parks, collectèrent de l'argent pour payer la défense de Claudette Colvin. L'association Women’s Political Council (WPC) s'était déjà plainte des traitements dégradants réservés aux Noirs sur cette ligne de bus et elle cherche une personne qui pourrait devenir un symbole pour un boycott des bus de Montgomery. Les leaders noirs locaux pensèrent alors que le cas de Colvin était parfait pour parcourir tout le chemin jusqu'à la Cour suprême américaine, dans le cadre de la lutte contre les lois ségrégationnistes des États du Sud.  
Mais peu après son arrestation, des questions se posent quant à ce choix. Elle est émotionnellement instable, elle porte des tresses africaines (cornrows) et refuse de lisser ses cheveux comme la majorité des femmes afro-américaines et enfin elle tombe enceinte des suites d'une relation non consentie, d'après ses dires. Les leaders noirs locaux présumèrent que cette grossesse ne scandaliserait pas seulement la très religieuse communauté afro-américaine, mais qu'elle rendrait Claudette Colvin également suspecte aux yeux des sympathisants blancs. En particulier, ils redoutèrent que la presse blanche n'utilise la grossesse illégitime de Colvin pour saper son statut de victime et discréditer ainsi tout boycott consécutif des bus, aussi se sont-ils décidés à lâcher Claudette Colvin,,,. 
Colvin a déclaré qu'elle était considérée comme une fauteuse de troubles par de nombreux membres de sa communauté. Elle s'est retirée de l'université, et a lutté localement.
Son action ayant été éclipsée par celle de Rosa Parks, son geste a été redécouvert au début du XXIe siècle, valorisé et jugé décisif. Ainsi, Fred Gray (en) son avocat déclare le 1er mars 2009 dans une interview donnée au magazine Newsweek : « Colvin nous a donné à tous un courage moral. Si elle n'avait pas fait ce qu'elle a fait, je ne suis pas certain que nous aurions pu mener à bien le soutien à Mme Parks »,,.

### Appel et demande de radiation
Le 6 mai 1956, Claudette Colvin est jugée en appel devant la Cour fédérale de Montgomery. Les charges de troubles à l'ordre public et de violation de lois discriminatoires étant abandonnées par l'accusation, elle n'est jugée et condamnée au seul motif qu'elle aurait agressé un officier de  police. À 82 ans, le 26 octobre 2021, Claudette Colvin dépose une demande officielle pour que son casier judiciaire soit radié. Un juge a accédé à cette demande en décembre 2021, déclarant que le refus de Colvin avait été « reconnu comme un acte courageux de sa part et de la part d'une communauté de personnes concernées ». Son casier judiciaire est enfin expurgé, 66 ans après les faits,,. 

### Vie privée
En 1956, Claudette Colvin donne naissance à son fils Raymond alors qu'elle a 17 ans, et est renvoyée de l'école,. Raymond était si pâle de peau que des gens accusèrent Claudette Colvin d'avoir eu cet enfant avec un Blanc. 
Colvin quitte l'Alabama pour New-York en 1958 parce qu'elle avait du mal à trouver et à garder un emploi à Montgomery, après avoir participé à l'affaire du tribunal fédéral qui a annulé la ségrégation des bus. Parallèlement, Rosa Parks a elle aussi quitté Montgomery, pour Détroit en 1957. À New York elle et son fils Raymond ont d'abord vécu avec sa sœur aînée, Velma Colvin. Dans la ville qui ne dort jamais, Colvin débutera en 1969 son travail de nuit, d'aide-soignante au sein d'une maison de retraite dans le quartier de Manhattan. Elle prend sa retraite en 2004 après 35 ans de service.
Claudette Colvin a eu deux fils et cinq petits-enfants, parmi lesquels un médecin, une infirmière, une femme d'affaires et un militaire. En 1960, elle a donné naissance à son deuxième fils, Randy. Ce dernier est comptable à Atlanta et est le père de quatre des petits-enfants de Claudette Colvin. Raymond lui meurt d'une overdose en 1993 à l'âge de 37 ans dans l'appartement de sa mère.

## Héritage
Le refus de Colvin a précédé le mouvement de boycott des bus de Montgomery de 1955 qui a eu un retentissement national. Claudette Colvin n’a cependant que rarement raconté son histoire après avoir déménagé à New-York. Les débats au sein de la communauté noire ont commencé à porter sur l'entreprenariat noir plutôt que sur l'intégration, bien que la législation nationale sur les droits civiques ne soit adoptée qu'après 1965. Margot Adler, journaliste à la NPR, a déclaré que les organisations noires pensaient que Rosa Parks serait une meilleure représentante de l’intégration car elle était déjà adulte, avait un travail et donnait l’image de la classe moyenne. Elles estimaient qu'elle avait la maturité nécessaire pour se trouver au centre d'une éventuelle polémique.
Claudette Colvin n'est pas la seule femme du Mouvement des droits civiques à avoir été exclue des livres d'histoire. Dans le Sud, les ministres masculins constituaient l'écrasante majorité des dirigeants. C’était en partie dû à l’image que la NAACP essayait de donner, mais aussi à la crainte des femmes de perdre leurs emplois (souvent dans le système scolaire public).
En 2005, Claudette Colvin a déclaré au Montgomery Advertiser qu'elle ne regrettait pas sa décision de rester assise dans le bus : « Je me sens très, très fière de ce que j'ai fait », a-t-elle déclaré. « J'ai l'impression que ce que j'ai fait a été une étincelle et cela a pris de l'ampleur »,,. Elle poursuivra : « Je ne suis pas déçue. Dites aux gens que Rosa Parks était la bonne personne pour le boycott. Mais dites aussi que les avocats ont amené quatre autres femmes devant la Cour suprême pour contester la loi, ce qui a conduit à la fin de la ségrégation »,.
Le 20 mai 2018, le membre du Congrès Joe Crowley a rendu hommage à Claudette Colvin pour son long engagement dans le service public, avec un certificat du Congrès et un drapeau américain.

## Reconnaissance et postérité

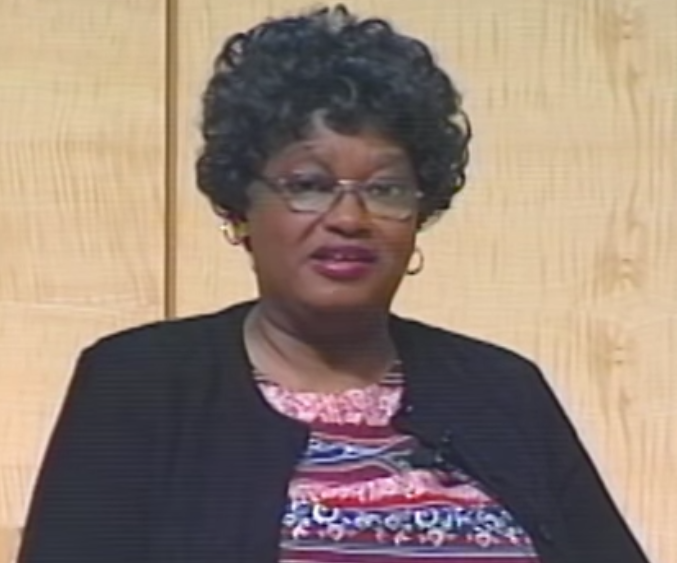
Claudette Colvin à la bibliothèque publique de San Francisco (janvier 2005).

Claudette Colvin a souvent dit qu'elle n'était pas en colère de ne pas avoir été plus reconnue, mais plutôt déçue. Elle a dit qu'elle avait l'impression de « recevoir [son] Noël en janvier plutôt que le 25 »,.

« I don’t think there’s room for many more icons. I think that history only has room enough for certain—you know, how many icons can you choose? So, you know, I think you compare history, like—most historians say Columbus discovered America, and it was already populated. But they don’t say that Columbus discovered America; they should say, for the European people, that is, you know, their discovery of the new world.
Je ne pense pas qu'il y ait de la place pour beaucoup d'autres icônes. Je pense que l'histoire n'a de la place que pour certaines - vous savez, combien d'icônes pouvez-vous choisir ? Vous savez, je pense que vous comparez l'histoire, comme - la plupart des historiens disent que Colomb a découvert l'Amérique, et qu'elle était déjà peuplée. Mais ils ne le disent pas correctement ; ils devraient dire que, pour les Européens, c'est, vous savez, leur découverte du nouveau monde. »

— Claudette Colvin
Colvin et sa famille se sont battus pour la reconnaissance de son action. En 2016, la Smithsonian Institution et le Musée national de l'histoire et de la culture afro-américaines (NMAAHC) ont été interpellés par Colvin et sa famille, qui ont demandé qu'elle soit davantage mentionnée dans l'histoire du mouvement des droits civiques. Le NMAAHC a une section consacrée à Rosa Parks, que Claudette Colvin ne veut pas voir disparaître, mais l'objectif de sa famille est de faire en sorte que les archives historiques soient correctes et que les responsables incluent aussi son histoire. Elle n'a pas été invitée officiellement pour l'inauguration du musée, qui a ouvert au public en septembre 2016.
« Tout ce que nous voulons, c'est la vérité, pourquoi l'histoire ne parvient-elle pas à la rétablir ? ». La sœur de Colvin, Gloria Laster, a déclaré : « S'il n'y avait pas eu Claudette Colvin, Aurelia Browder, Susie McDonald (en) et Mary Louise Smith, il n'y aurait peut-être pas eu de Thurgood Marshall, de Martin Luther King ou de Rosa Parks ».

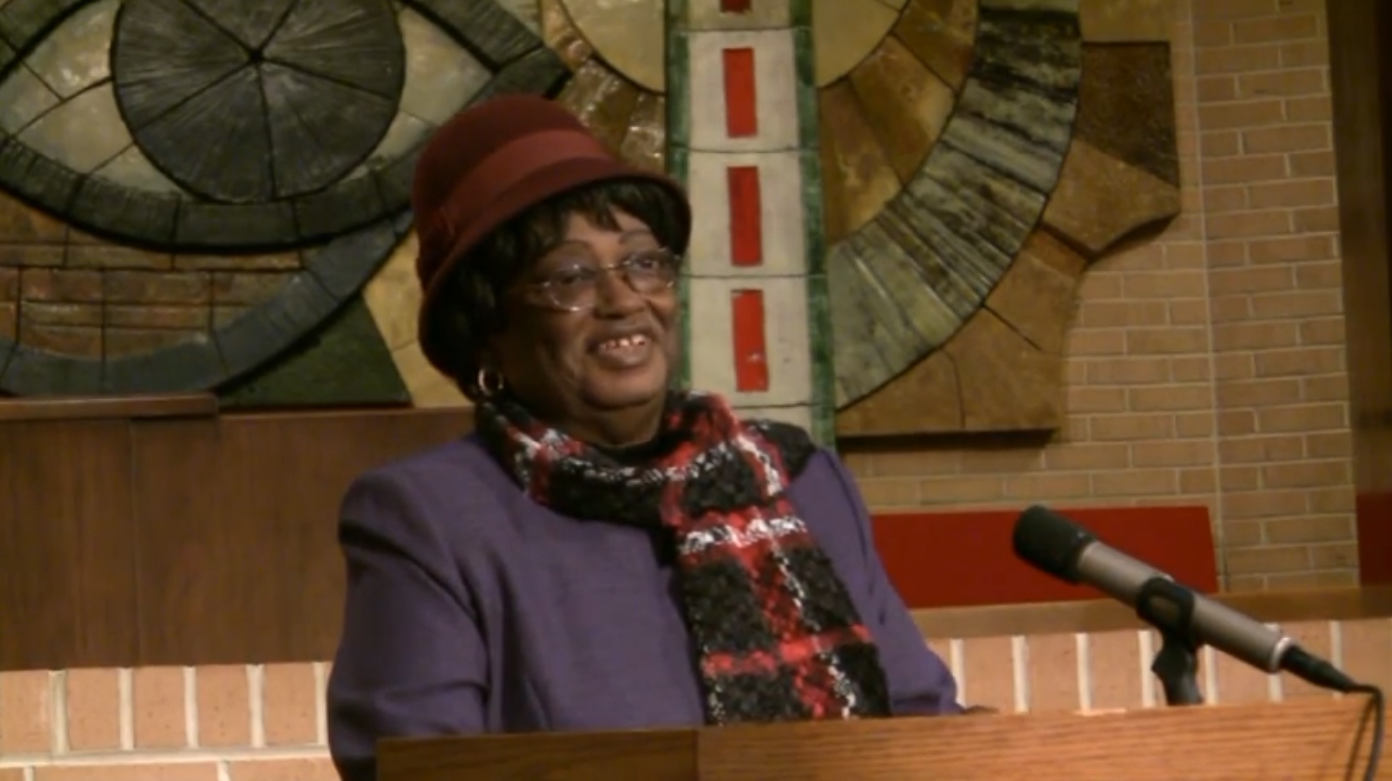
Claudette Colvin s'exprimant à la Bethany Baptist Church, au cours du Mois de l'histoire des femmes (2014).

En 2000, l'université de Troy a ouvert un musée Rosa Parks à Montgomery pour honorer la place de la ville dans l'histoire des droits civiques. Roy White, qui était chargé de la majeure partie du projet, a demandé à Colvin si elle souhaitait apparaître dans une vidéo pour raconter son histoire, mais Colvin a refusé. Elle a déclaré : « Ils l'ont déjà appelé le musée Rosa Parks, donc ils se sont déjà fait une idée de l'histoire »,.
Le rôle de Colvin n'est pas passé complètement inaperçu. La sœur du conseiller Larkin était dans le bus le 2 mars 1955 lorsque Colvin a été arrêtée. Dans les années 2010, Larkin a fait en sorte qu'une rue soit nommée en son honneur.
En 2019, une statue de Rosa Parks a été dévoilée à Montgomery, en Alabama, et quatre plaques en granit ont également été dévoilées près de la statue le même jour pour honorer quatre plaignants dans l'affaire Browder contre Gayle, y compris Colvin,,.
Plus tard, le révérend Joseph Rembert a déclaré : « Si personne n'a rien fait pour Claudette Colvin dans le passé, pourquoi ne faisons-nous pas quelque chose pour elle maintenant ? ». Il a contacté les conseillers municipaux de Montgomery, Charles Jinright et Tracy Larkin, et en 2017, le Conseil a adopté une résolution pour une proclamation honorant Colvin. Le maire de Montgomery Todd Strange (politician) (en) déclare que le 2 mars de chaque année sera le Claudette Colvin Day, une journée consacrée à sa mémoire. De plus la rue où elle vécut après sa libération a été rebaptisée à son nom,. Il a présenté la proclamation et, en parlant de Colvin, a déclaré : « Elle a été un soldat précoce dans nos droits civils, et nous ne voulions pas que cette occasion passe sans déclarer le 2 mars comme la Journée Claudette Colvin, pour la remercier de son leadership dans le mouvement des droits civils des temps modernes ». Rembert a déclaré : « Je sais que les gens ont déjà entendu son nom, mais j'ai pensé que nous devions avoir une journée pour la célébrer ». Claudette Colvin n'a malheureusement pas pu assister à la proclamation en raison de problèmes de santé.
Placée en probation indéfinie depuis son jugement, Claudette Colvin ouvre une procédure en octobre 2021 pour que cet enregistrement soit effacé. Un juge a accédé à cette demande en décembre 2021, déclarant que le refus de Colvin avait été « reconnu comme un acte courageux de sa part et de la part d'une communauté de personnes concernées ». Son casier judiciaire est enfin expurgé, 66 ans après les faits,,.

## Dans la culture

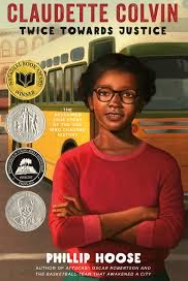
Première de couverture du livre de Phillip Hoose Twice Towards Justice (2009).

En 2017, Rita Dove, poète lauréat des États-Unis de 1993 à 1995, lui consacre un poème Claudette Colvin Goes to Work publié en 1999 dans son livre On the Bus with Rosa Parks. Plus tard, le chanteur folk John McCutcheon (en) a transformé ce poème en une chanson, qui a été interprétée pour la première fois en public au Paramount Theater (Charlottesville, Virginia), en 2006,.
Le livre pour jeunes adultes Claudette Colvin : Twice Toward Justice, de Phillip Hoose (en), a été publié en 2009 et a remporté le National Book Award for Young People's Literature.
Une reconstitution de la résistance de Colvin est représentée dans un épisode de 2014 de la série télévisée comique Drunk History traitant de Montgomery. Elle est interprétée par Mariah Iman Wilson.
Dans la deuxième saison de la série dramatique The Newsroom, le personnage principal, Will McAvoy (joué par Jeff Daniels), utilise le refus de Colvin de se conformer à la ségrégation comme un exemple de la façon dont « une chose peut tout changer ». Il fait remarquer que si l'ACLU avait utilisé son acte de désobéissance civile, plutôt que celui de Rosa Parks huit mois plus tard, pour souligner l'injustice de la ségrégation, un jeune prédicateur du nom de Martin Luther King Jr. n'aurait peut-être jamais attiré l'attention nationale, et l'Amérique n'aurait probablement pas eu sa voix pour le mouvement des droits civiques.
Un livre d'images pour enfants, Les héros méconnus : Claudette Colvin, par Kaushay et Spencer Ford, a été publié en 2021.
En 2022 est annoncé un film biographique sur Colvin intitulé Spark, écrit par Niceole R. Levy et réalisé par Anthony Mackie.

### Essai et film
- Tania de Montaigne, Noire : la vie méconnue de Claudette Colvin, Paris, Grasset, 2015, 171 p. (ISBN 978-2-246-78528-6) prix littéraire Simone-Veil 2015, mis en scène en 2019, filmé en 2021. Le film Noire en réalité augmentée de Stéphane Foenkinos et Pierre-Alain Giraud d’après l'essai de Tania de Montaigne est présenté en mai 2024 au Festival de Cannes dans la compétition immersive et y reçoit le prix de la Meilleure Œuvre Immersive[86].

### Roman graphique
- Noire, La vie méconnue de Claudette Colvin, Dargaud, 2021
Scénario : Émilie Plateau d'après Tania de Montaigne - Dessin et couleurs : Émilie Plateau -  (ISBN 978-2-20-507925-8).

### Docu-spectacles
- Noire, de Tania de Montaigne, porté à la scène au théâtre du Rond-Point en juin 2019, interprété par l'auteure, Stéphane Foenkinos et Lola Prince, diffusé une première fois sur France Télévisions le 19 mars 2021[87].
- Noire, adaptation immersive en réalité augmentée par Stéphane Foenkinos et Pierre-Alain Giraud avec Tania de Montaigne en 2023 au Centre national d'art et de culture Georges-Pompidou[88]

## Pour approfondir

#### Anglophone

##### Notices dans des encyclopédies et manuels de références
- (en-US) Ellen Levine, Freedom's Children, Avon Books, 1er janvier 1994, 228 p. (ISBN 9780380721146, lire en ligne).
- (en-US) Belinda Rochelle, Witnesses to Freedom : Young People Who Fought for Civil Rights, New York, Puffin Books (réimpr. 1997) (1re éd. 1993), 116 p. (ISBN 9780140384321, lire en ligne), p. 28-33,
- (en-US) Stewart Burns, Daybreak of Freedom: The Montgomery Bus Boycott, University of North Carolina Press, 20 octobre 1997, 396 p. (ISBN 9780807846612, lire en ligne).
- (en-US) Douglas Brinkley, Rosa Parks, New York, Viking, 5 juin 2000, 262 p. (ISBN 9780670891603, lire en ligne). ,
- (en-US) Donnie Williams & Wayne Greenhaw, The Thunder of Angels : The Montgomery Bus Boycott and the People Who Broke the Back of Jim Crow, Chicago, Illinois, Lawrence Hill Books (réimpr. 2007) (1re éd. 2005), 298 p. (ISBN 9781556526763, lire en ligne). ,
- (en-US) Russell Freedman, Freedom Walkers : The Story Of The Montgomery Bus Boycott, Scholastic, 30 septembre 2006, rééd. 2007, 132 p. (ISBN 9780545034449, lire en ligne), p. 14-22.
- (en-US) Henry Louis Gates Jr. (dir.), Evelyn Brooks Higginbotham (dir.) et Ruth E. Martin (rédactrice), African American National Biography, vol. 3 : Chandler - Dickinson, New York, Oxford University Press, USA (réimpr. 2013) (1re éd. 2008), 621 p. (ISBN 9780199920778, lire en ligne), p. 200-221. ,

##### Essais et biographies
- (en-US) Phillip Hoose, Claudette Colvin : Twice Toward Justice, New York, Farrar Straus Giroux (réimpr. 2014) (1re éd. 2009), 168 p. (ISBN 9780374302368, lire en ligne). .

##### Articles
- (en-US) Rita Dove, « Claudette Colvin Goes to Work », The Georgia Review, vol. 52, no 4,‎ hiver 1998, p. 648-649 (2 pages) (lire en ligne ),

- (en-US) Paul Hendrickson, « The Ladies Before Rosa: Let Us Now Praise Unfamous Women », Rhetoric and Public Affairs, vol. 8, no 2,‎ 2005, p. 287-298 (12 pages) (lire en ligne ).

- (en-US) « The Unsung Heroes of the Montgomery Bus Boycott », The Journal of Blacks in Higher Education,, vol. 50,‎ hiver 2005-2006, p. 107 (1 page) (lire en ligne ),

- (en-US) Erin Cook & Leanna Racine, « The Children's Crusade and the Role of Youth in the African American Freedom Struggle », OAH Magazine of History, vol. 19, no 1,‎ 2005, p. 31-36 (6 pages) (lire en ligne ),

- (en-US) Clayborne Carson, « To Walk in Dignity: The Montgomery Bus Boycott », OAH Magazine of History, vol. 19, no 1,‎ janvier 2005, p. 13-15 (3 pages) (lire en ligne ),

- (en-US) Barry Schwartz, « Collective Forgetting and the Symbolic Power of Oneness: The Strange Apotheosis of Rosa Parks », Social Psychology Quarterly, vol. 72, no 2,‎ 2009, p. 123-142 (20 pages) (lire en ligne ).

- (en-US) Rachel Malchow Lloyd & Scott Wertsch, « "Why doesn't anyone know this story?": Integrating Critical Literacy and Informational Reading », The English Journal, vol. 105, no 4,‎ 2016, p. 24-30 (7 pages) (lire en ligne ).

#### Francophone
- Audrey Célestine, Des vies de combats, Paris, France, Éditions de l'Iconoclaste, 2020 (ISBN 9782378801632),